# Виборзька затока
Виборзька затока (рос. Выборгский залив, фін. Viipurinlahti, швед. Viborgska viken) — бухта на північному сході Фінської затоки Балтійського моря. На затоці розташовано місто Виборг.
Затока з'єднується Саїменським каналом з озером Саїмаа в Фінляндії.
У 1790 році затока стала ареною однієї з найбільших морських битв в історії людства, у битві Виборзької затоки в загальній складності приймали 498 російських та шведських судів.
1. ↑  GEOnet Names Server — 2018.